# Opel
Opel Automobile GmbH, vaak afgekort tot Opel, is een van oorsprong Duitse autofabriek, die sinds 16 januari 2021 in handen is van het multinationale autoconcern Stellantis. In 1862 werd het bedrijf opgericht door Adam Opel en pas in 1899 werd de eerste auto van het merk geproduceerd. Sinds de omzetting in een Aktiengesellschaft in 1929 behoorde Opel tot de General Motors-groep. Als gevolg hiervan zijn Opel-modellen ook bij andere merken van General Motors te vinden, zoals Vauxhall (Verenigd Koninkrijk) (vanaf eind jaren 70), Holden (Australië en Nieuw-Zeeland) en Chevrolet (onder andere Latijns-Amerika). Ook van drie voorgaande merken zijn af en toe modellen bij Opel te vinden.
Met 38.000 werknemers in 2016, verspreid over tien fabrieken in Europa, worden per jaar ruim 1 miljoen voertuigen geproduceerd. Opel/Vauxhall heeft in Europa een marktaandeel van iets minder dan 6%. Opel is een van de grootste autofabrikanten in Europa.

## Activiteiten
In 2016 verkocht Opel ongeveer 1,2 miljoen voertuigen (2015: circa 1,14 miljoen). Opel beschikt over tien fabrieken en drie ontwikkel- en testcentra in zeven Europese landen. Het telde in het jaar 2016 38.000 medewerkers, waarvan 19.000 in Duitsland. In de Zaragoza fabriek in Spanje werden in 2016 meer dan 360.000 voertuigen geproduceerd en dit was de grootste productielocatie van Opel. In Duitsland liepen 260.000 voertuigen van de band. In de twee fabrieken in Engeland, Ellesmere Port en Luton, bleef de productie iets onder de 200.000 voertuigen steken. In Polen werden ook 200.000 voertuigen gemaakt.
De personenauto's en lichte bedrijfswagens, inclusief die van Vauxhall, worden in meer dan vijftig landen verkocht. De grootste afzetmarkten van Opel/Vauxhall zijn het Verenigd Koninkrijk, Duitsland en Italië, hier werden in 2016 meer dan 650.000 voertuigen verkocht. In België en Nederland lagen de verkopen op zo’n 40.000 voertuigen. In Europa had Opel/Vauxhall een marktaandeel van 5,7% in 2016.
In 2019 werden er wereldwijd 973.431 voertuigen verkocht en 632.687 in 2020.

## Geschiedenis

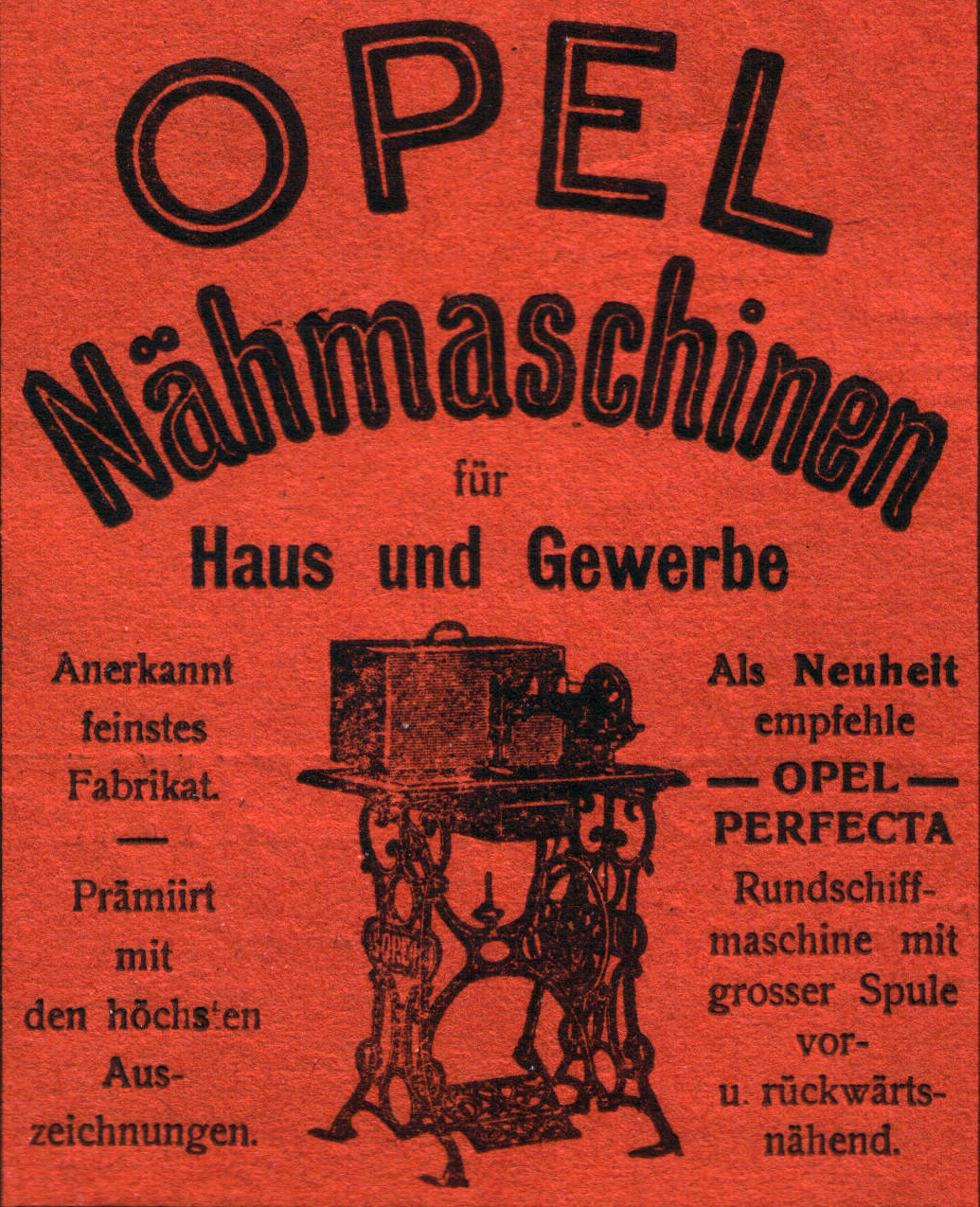
Advertentie van een Opel-naaimachine uit 1900.

### Oprichting door Adam Opel
Adam Opel was de oudste zoon van Philipp Wilhelm Opel, een slotenmaker uit Rüsselsheim. Na een stage in het bedrijf van zijn vader reisde Opel als gezel naar onder meer Luik, Brussel en Parijs, waarna hij, samen met zijn broer Georg, in de naaimachinefabriek Journaux & Leblond aan de slag ging. In 1862 werkte hij in de naaimachinefabriek van Huguenin & Reimann, maar in de herfst van datzelfde jaar keerde hij terug naar de werkplaats van zijn vader om te beginnen aan de productie van de eerste Opel-naaimachine.
In het voorjaar van 1863 begon Adam Opel als zelfstandige in een voormalige koeienstal. Georg, die in Parijs gebleven was, zorgde voor al het nodige staal, naalden en haken. De productie van naaimachines nam echter veel tijd in beslag, waardoor Opel onder meer ook wijnkurkmachines en naaimachines van het bedrijf Plaz & Rexroth uit Parijs verkocht. In 1864 kwamen ook Londense naaimachines, met het octrooi van Elias Howe, in het aanbod van Opel.
In 1868 trad Adam Opel in het huwelijk met ondernemersdochter Sophie Marie Scheller. Zij maakte de oprichting van een heuse Opel-naaimachinefabriek mogelijk. Na het overlijden van Adam in 1895 besloten zijn weduwe Sophie en hun vijf zonen Carl, Wilhelm, Heinrich, Fritz en Ludwig om de onderneming voort te zetten.
Pas in 1900 werd duidelijk dat er geen toekomst meer zat in de productie van naaimachines. In 38 jaar tijd werden door Opel meer dan een miljoen naaimachines geproduceerd en verkocht. De verkoop daalde plots drastisch waardoor de laatste Opel-naaimachines tegen zeer lage prijzen werden verkocht aan groothandel en overzeese klanten.

### Productie van fietsen
In 1886 overtuigden zijn vijf zoons Opel om de allereerste Opel-fiets te produceren, een hoge bi. In 1898 produceerden de 1200 werknemers in de Opel-fabriek reeds 25.000 naaimachines en 15.000 fietsen. De fabrieksbrand in 1911 legde de productie lam, maar in 1912 werd de productie van fietsen reeds hernomen.
Het succes van de vijf zoons in de wielersport betekende meteen ook een succes voor de productie en verkoop van de fietsen. In de jaren '20 werd Opel zo de grootste fietsproducent ter wereld. In 1936 werd de fietsproductie verkocht aan NSU waardoor er in de Opelfabriek enkel nog gemotoriseerde voertuigen van de band rolden.

### Motorfietsen

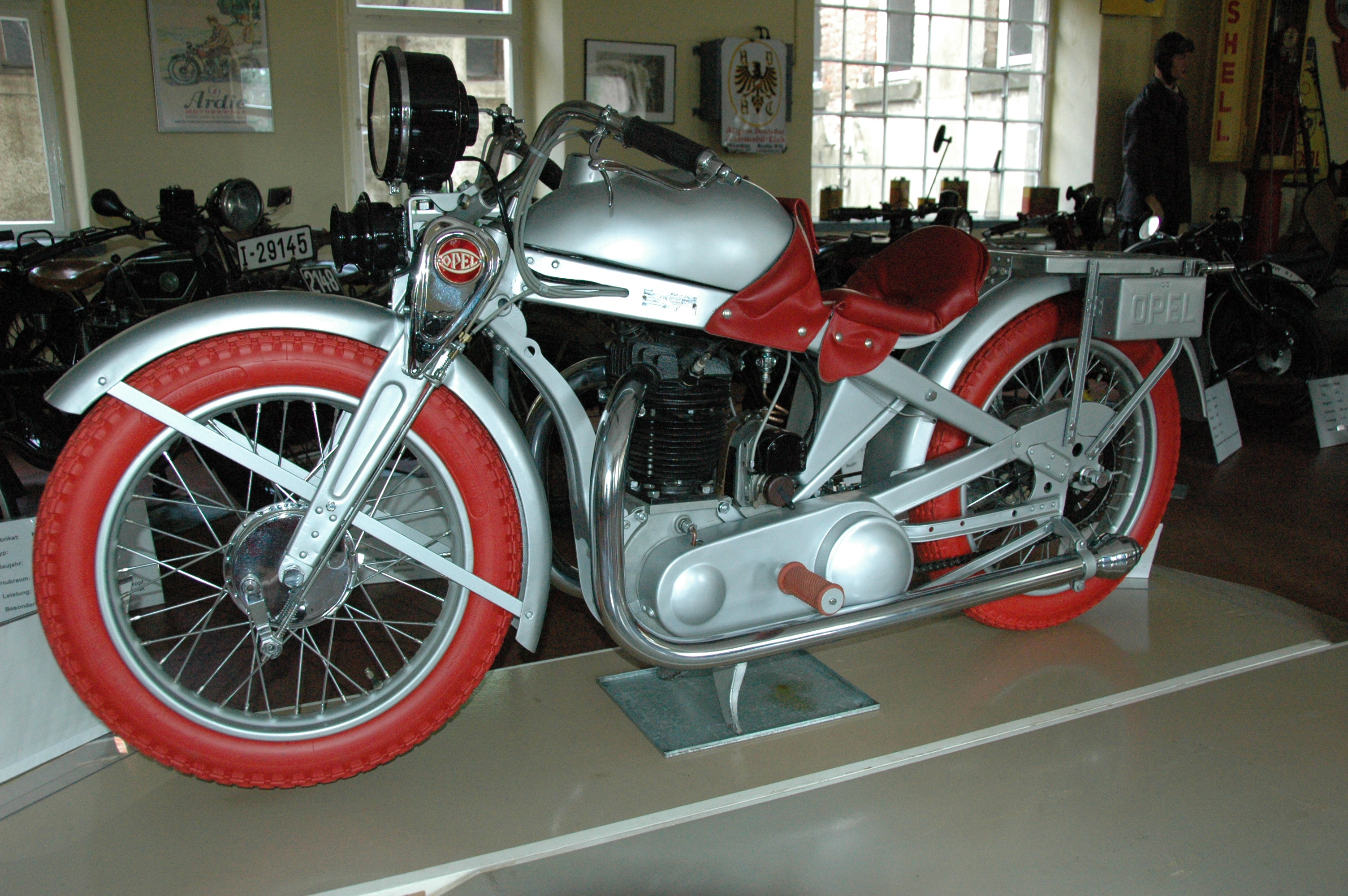
Opel motorfiets.

Van 1902 tot 1907 en van 1910 tot 1932 werden door het merk ook motorfietsen geproduceerd. In 1928 begon de laatste motorfietsperiode toen Opel de Elite-Diamant fabriek kocht.

### Begin in de automobielsector

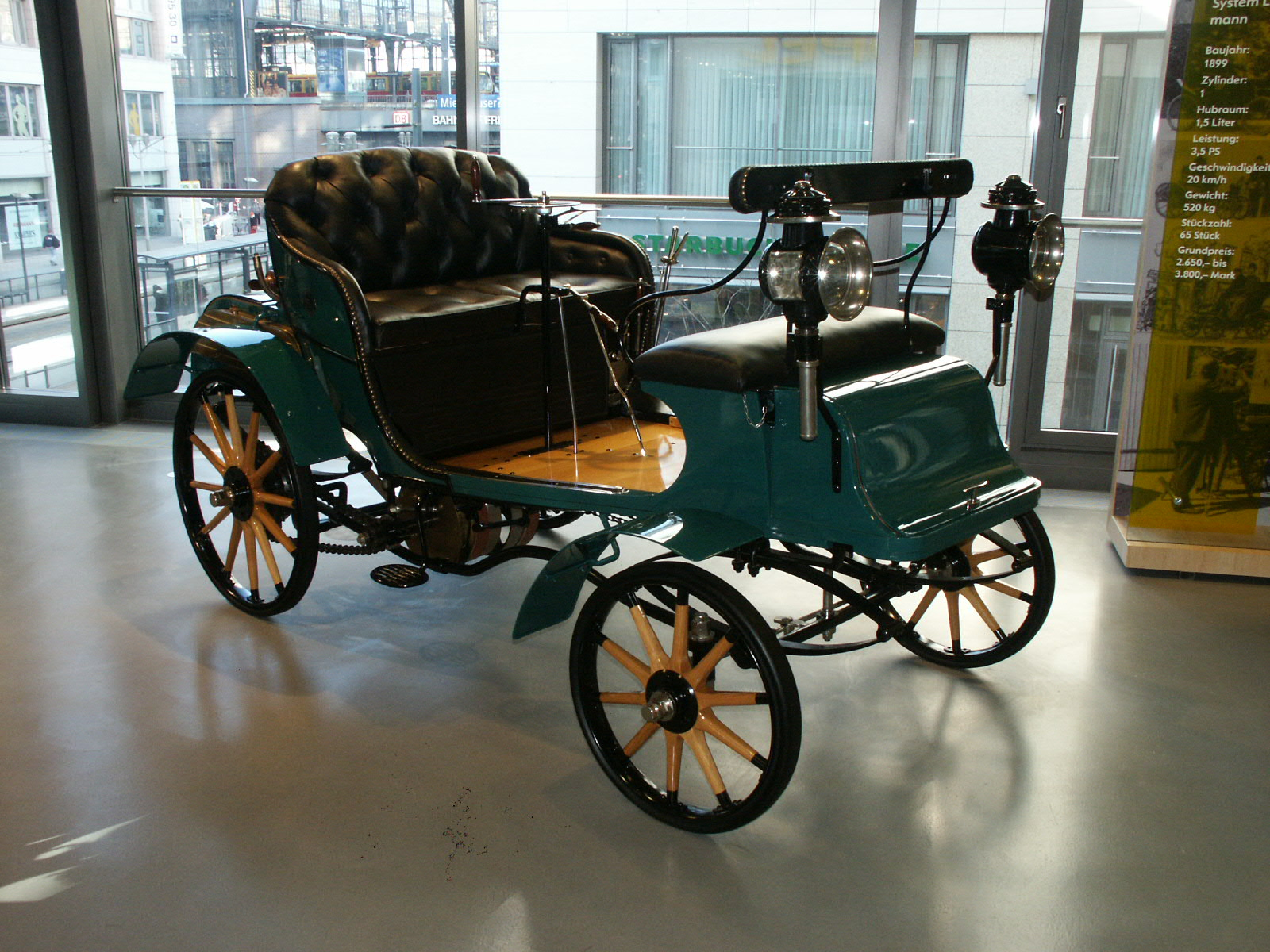
De eerste Opel-wagen: de Patentmotorwagen „System Lutzmann“.

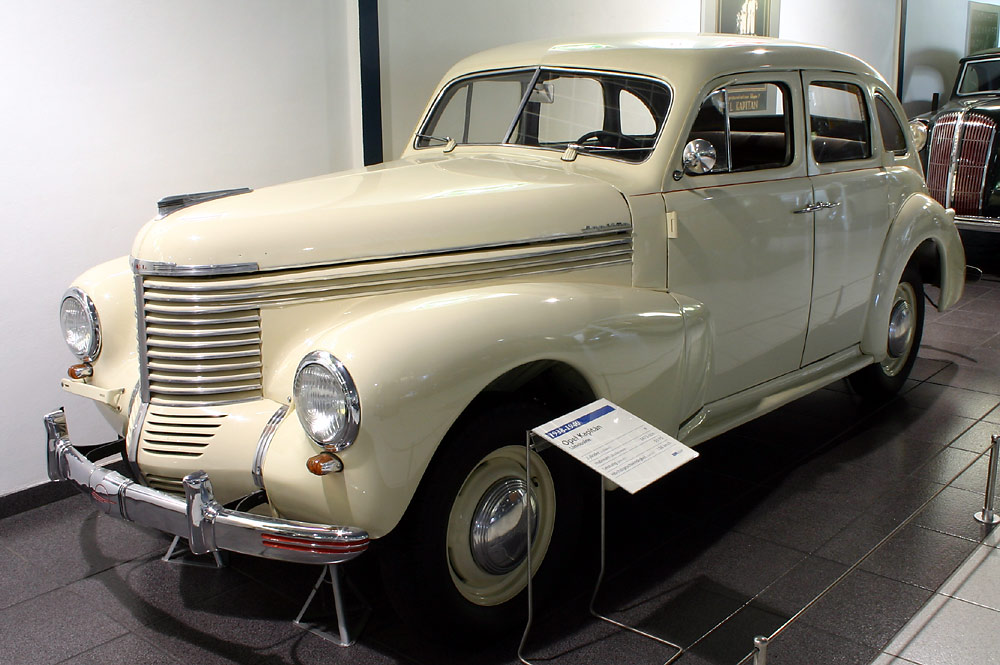
De Kapitän was de één miljoenste Opel.

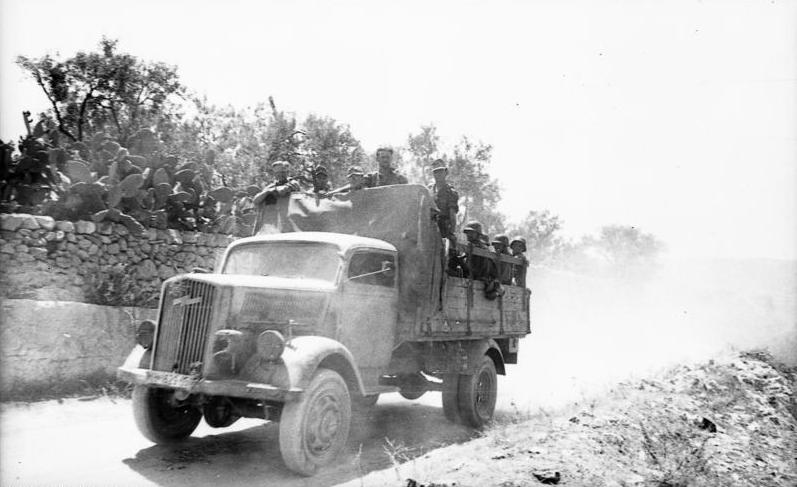
De eerste generatie van de Opel Blitz werd door zowel Duitse als Italiaanse soldaten gebruikt tijdens de Tweede Wereldoorlog.

In 1898, drie jaar na het overlijden van vader Adam die nooit wagens wilde en zou produceren, begonnen zijn zoons met de bouw van hun eerste wagen. In 1899 kochten ze hiervoor de Anhaltische Motorwagenfabrik van Friedrich Lutzmann. Ze benoemden hem wel tot directeur van de autoproductie en brachten zo de Opel Patentmotorwagen „System Lutzmann“ op de markt, de allereerste wagen van Opel. De samenwerking met Lutzmann zou uiteindelijk slechts twee jaar duren.
In het begin werd voornamelijk geëxperimenteerd met carrosserie- en motor-varianten. Door een gebrek aan middelen om de inmiddels hoogtechnologische Franse wagenproducenten bij te houden, werd de productie van een nieuwe wagen uitgesteld. In 1902 werd uiteindelijk een samenwerkingscontract afgesloten met Darracq. Tevens kwam in datzelfde jaar de eerste wagen op de markt die volledig onafhankelijk door Opel werd geproduceerd, de Opel 10/12 PS. Deze had een 1.9-liter twinmotor. Tijdens de samenwerking met Darracq werden wagens op de markt gebracht onder de naam Opel-Darracq.
Toen Carl Jörns in 1907 met een wagen met 60pk de Kaiserpreis won, werd Opel door Wilhelm II benoemd tot hofleverancier. Het duurde echter nog tot 1909 tot de eerste relatief betaalbare wagen voor het gewone volk op de markt kwam. De tweezits-cabriolet kreeg door het grote gebruik door huisartsen al snel de bijnaam "Doktorwagen".
In 1911 werd de oorspronkelijke fabriek verwoest door een brand. Bij de heropbouw werd gekozen voor de nieuwste technologieën waardoor Opel in 1914 de grootste Duitse producent was van gemotoriseerde voertuigen.

### Na de Eerste Wereldoorlog
Ten zuiden van Rüsselsheim werd in 1919 een testbaan aangelegd voor de nieuwste modellen. Het was de allereerste race- en testbaan in Duitsland die ook uitsluitend voor deze proeven werd gebruikt. Het zou echter nog vijf jaar duren voor deze op grote schaal werd gebruikt. In 1924 investeerde Opel namelijk meer dan een miljoen Reichsmark in een totale modernisering waardoor ook lijnproductie mogelijk werd. Met een marktaandeel van 37,5 procent was Opel ook in 1928 nog steeds de grootste autoproducent van Duitsland.
Uiteindelijk werd in 1929 besloten om voor net iets minder dan 26 miljoen Amerikaanse dollar 80 procent van de aandelen te verkopen aan General Motors. GM werd hiermee meteen de grootste aandeelhouder binnen de onderneming. Twee jaar later kochten ze ook de resterende 20 procent op.
In 1935 slaagt Opel er als eerste Duitse automerk in om 100.000 wagens van hetzelfde model te verkopen en in 1940 produceerden ze de één miljoenste auto, een Opel Kapitän. Kort daarna werd de productie van de personenwagens door het nazi-regime stilgelegd. De productie van de in 1930 geïntroduceerde lichte vrachtwagen Opel Blitz werd echter grootschalig ingezet voor de Duitse oorlogsdoelen.

### Na de Tweede Wereldoorlog
Bommen van de geallieerden vernietigden in 1944 de fabriek in Rüsselsheim volledig. Ook de fabriek in Brandenburg an der Havel werd door een geallieerd bombardement verwoest. Het duurde tot 1946 voor de productie van Opel weer op gang kwam, in de vorm van de Opel Blitz.
Een nieuwe passagierswagen kwam een jaar later uit en zou de naam Opel Olympia krijgen. Tegelijkertijd werd ook begonnen met de productie van koelkasten onder de naam "Frigidaire". De Opel Post, een werknemerstijdschrift, werd in 1949 voor het eerst uitgegeven en bestaat tot op heden nog steeds. Het is daarmee een van de oudste nog bestaande interne communicatiemiddelen.
In 1950 ging de vernieuwde fabriek van Rüsselsheim open. Alleen de Olympia en Kapitän werden destijds opnieuw in productie genomen. Alle andere modellen werden elders geproduceerd.

### 1960-1980: Opel wordt opnieuw marktleider

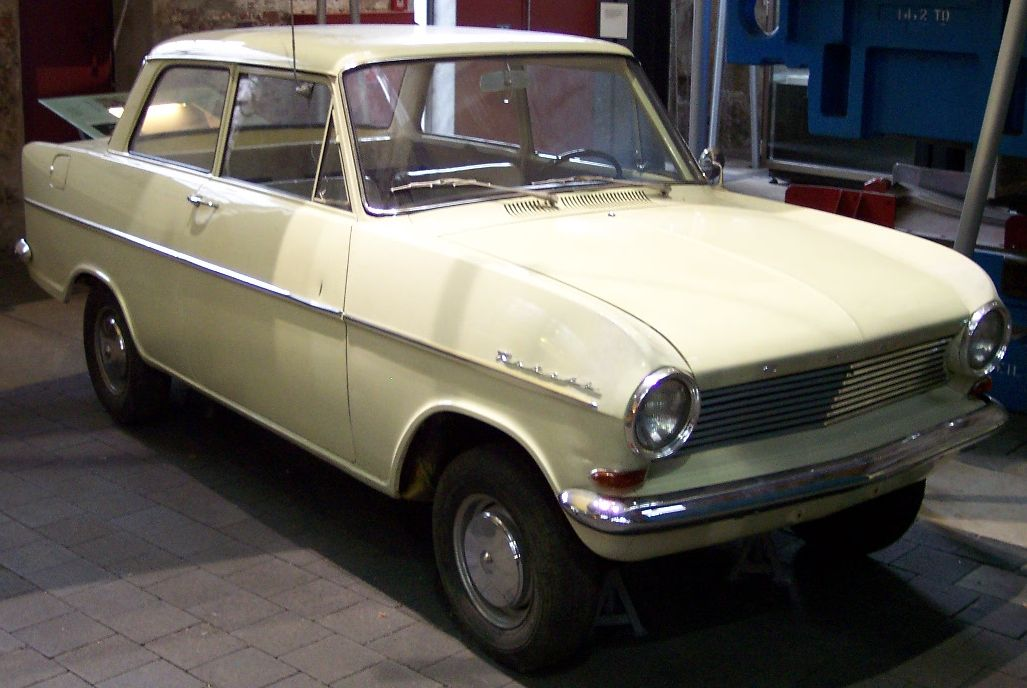
De vernieuwde Kadett A uit 1962.

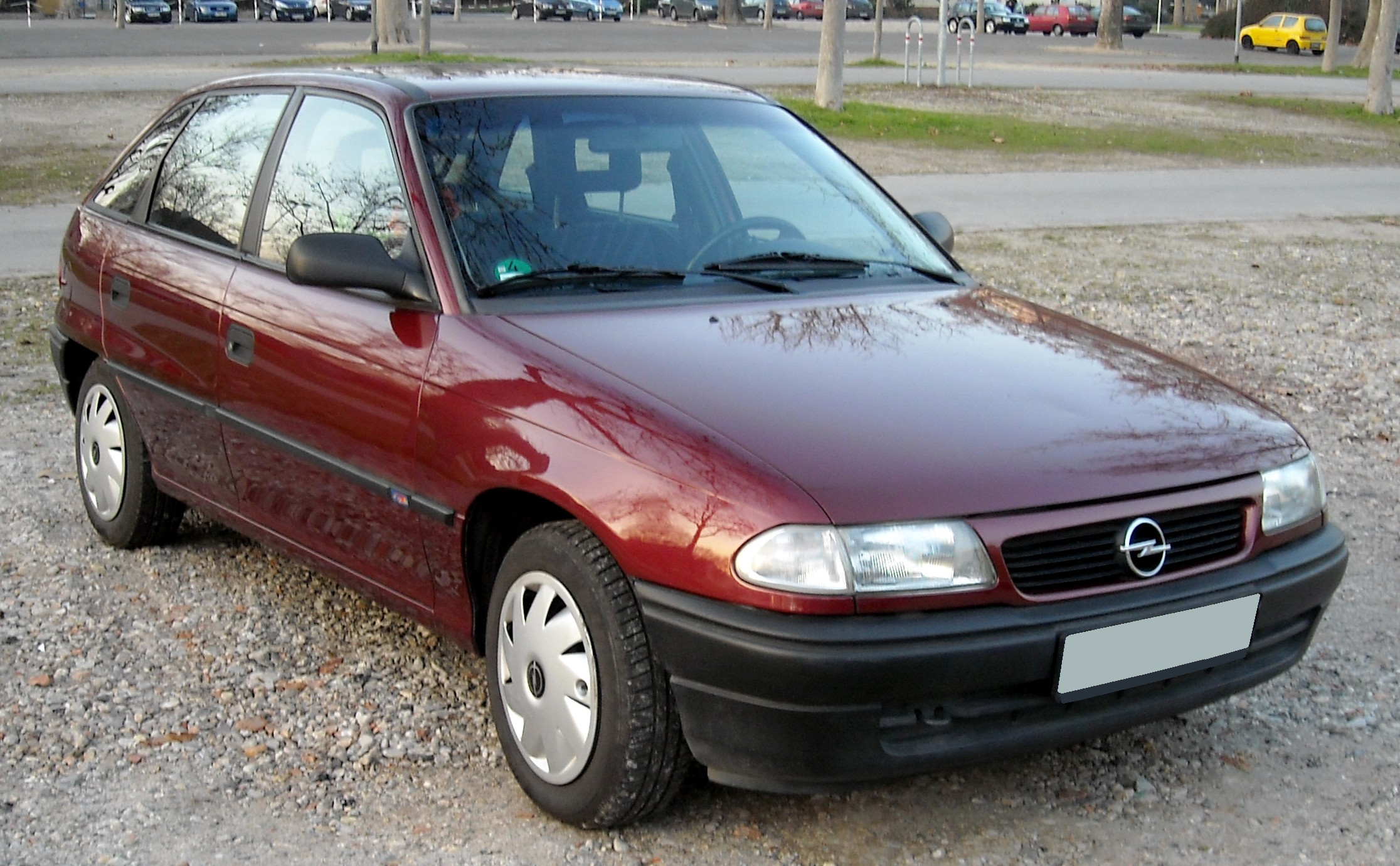
De opvolger van de Kadett E: de Opel Astra F, het model op de foto betreft het facelift-model.

Ook in Bochum werd een fabriek geopend om de productie nog meer te spreiden. Deze fabriek zou de Opel Kadett, waarvan in de jaren 30 al twee modelvarianten waren uitgekomen, helemaal vernieuwen. De Kadett B werd in 1967 het eerste Opel-model dat meer dan één miljoen keer werd verkocht.
In het voorjaar van 1964 kreeg de Kapitän er twee broertjes bij, de Opel Admiral en de Opel Diplomat. In de jaren 60 stond dit trio bekend als "de grote drie" of het "KAD-trio" (Kapitän-Admiral-Diplomat). De Opel Manta en de Opel Ascona vervolledigden in 1970 het rijtje en met 3,2 miljoen geproduceerde auto's was het een van de meest succesvolle generaties die Opel gekend heeft. Ook tijdens de rest van de jaren ‘70 was Opel nog in volle bloei. Door de jaren heen werd het merk al wel ingehaald door Volkswagen als de allergrootste van Duitsland, maar in bepaalde marktsegmenten bleef Opel marktleider.

### 1980-2008: Terugval op de markt
Door de Irak-Iranoorlog stegen aan het begin van de jaren 80 de olieprijzen enorm. Hierdoor kwam Opel voor het eerst sinds 1950 weer in rode cijfers. Tot en met 1990 werd alleen de vierde generatie Kadett met geruststellende cijfers verkocht. De wagens aan het einde van de jaren 80 werden als te weinig innovatief beschouwd ten opzichte van marktleider Volkswagen en kenden veel kwaliteitsproblemen. Deze problemen staan bekend als het López-effect, wat verwijst naar destijds CEO José Ignacio López de Arriortúa. De Opel Omega en de Opel Astra leken door hun verkoopcijfers het tij aanvankelijk te keren, maar door diverse terugroepingen liep het imago van Opel een flinke deuk op. Na de overstap van López naar Volkswagen werd hij ervan verdacht belangrijke plannen van Opel meegenomen te hebben naar Volkswagen. Dit alles maakte het begin van de jaren 90 tot de meest onsuccesvolle periode uit de Opel-geschiedenis.
Door een onstabiele economie moest ook Opel aan het begin van de 21e eeuw aan zowel capaciteit als werkkrachten inboeten om uit de rode cijfers te blijven. In Bochum resulteerde dit in een daling 23.000 naar 6.000 medewerkers. Op 7 december 2005 veranderde Opel, door niet beursgenoteerd te zijn, van een naamloze vennootschap in een Gesellschaft mit beschränkter Haftung.

### 2008-2016: Financiële crisis en mislukte splitsing

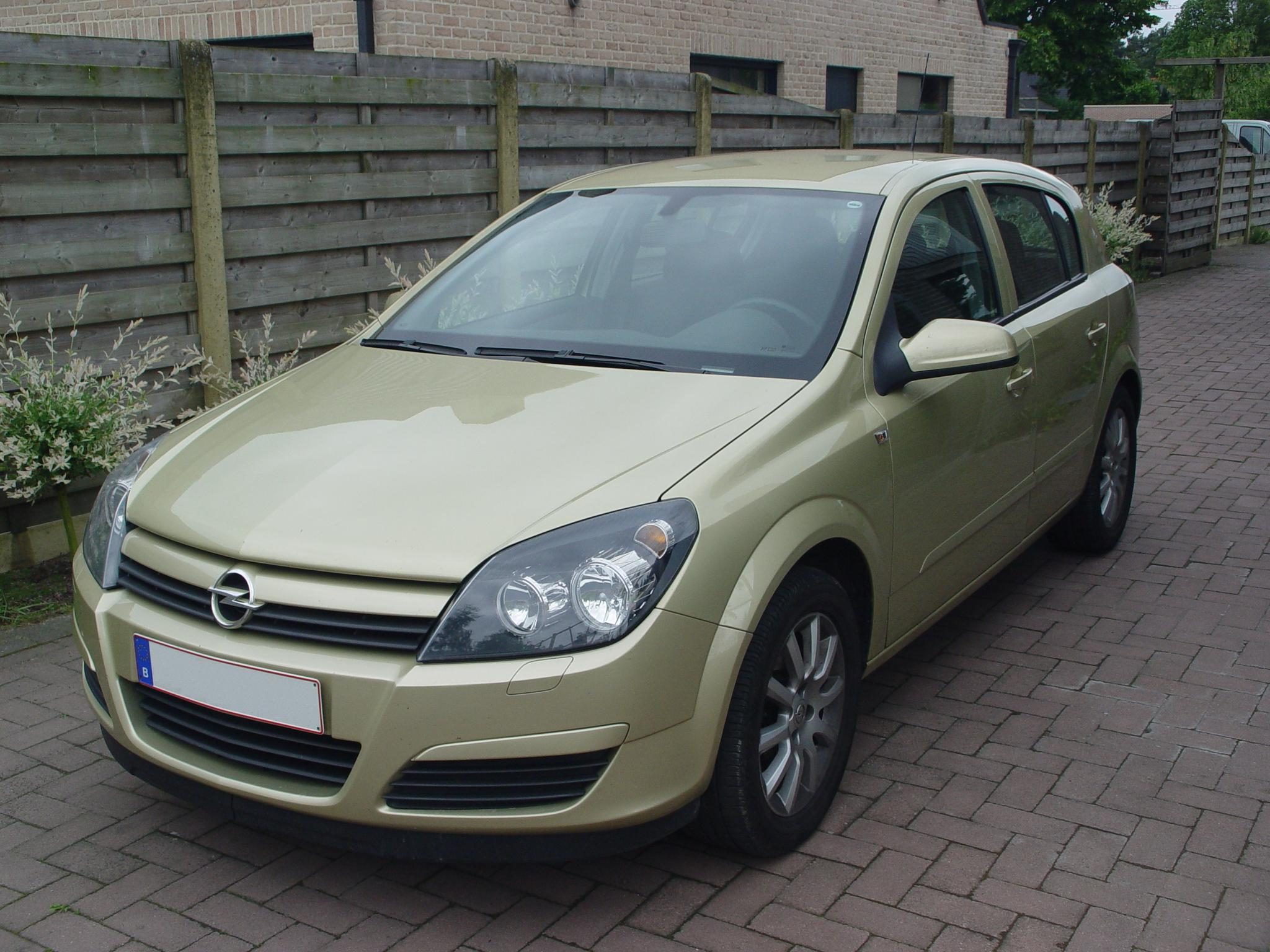
Opel Astra H

Op 27 februari 2009 werd door GM een voorstel gedaan aan Opel om een "zelfstandige Europese business unit" op te richten, samen met Vauxhall, dit om ontslagen en sluitingen te voorkomen. De unit zou wel onderdeel blijven uitmaken van het GM-concern. De Belgische investeringsmaatschappij RJH International en een consortium rond Magna toonden interesse. Op 30 mei 2009 werd een deal gesloten met de Canadese producent van auto-onderdelen Magna en de Russische staatsbank Sberbank. De Duitse regering gaf hieraan de voorkeur omdat dit het minste aantal banen in Duitsland zou kosten. Magna wil de fabriek in Antwerpen sluiten en een deel van de productie in Zaragoza overhevelen naar Duitsland. De overheid was bereid voor 4,5 miljard euro aan staatssteun te geven, op voorwaarde dat Opel zou worden verkocht aan het consortium van Magna. Europees Commissaris Neelie Kroes betwijfelde of de Duitse overheid bij de redding van autobouwer Opel wel de Europese regels volgde. Voldeed de staatssteun hier niet aan, dan zou de normale Europese regeling in werking treden en zou Opel capaciteit moeten verminderen. Op 3 november van datzelfde jaar liet GM weten Opel te behouden. De verbeterende marktomstandigheden en het belang van Opel voor de internationale strategie van GM lagen hieraan ten grondslag. Onder druk van commissaris Kroes liet de Duitse overheid kort daarvoor weten dat de steun niet afhankelijk was van de eigenaar van Opel. GM kwam hier ook voor in aanmerking aangezien het Opel niet verkocht. Om Opel levend te houden, zouden ontslagen en sluitingen van Opel-fabrieken volgen, waaronder de fabriek te Antwerpen. Aan het begin van 2011 werd Opel opnieuw een nv.
Begin 2014 trok Opel zich terug uit de Chinese markt. Opel was al 20 jaar actief in deze markt, maar niet echt succesvol. Opel was slechts een kleine partij en verkocht in 2013 iets meer dan vierduizend auto’s in het land. Om het een succes te maken, zou Opel honderden miljoenen euro’s moeten investeren om de merkbekendheid te vergroten en het distributienetwerk uit te bouwen. Opel richtte zich volledig op de Europese markt.

### 2017-2021: overname door PSA

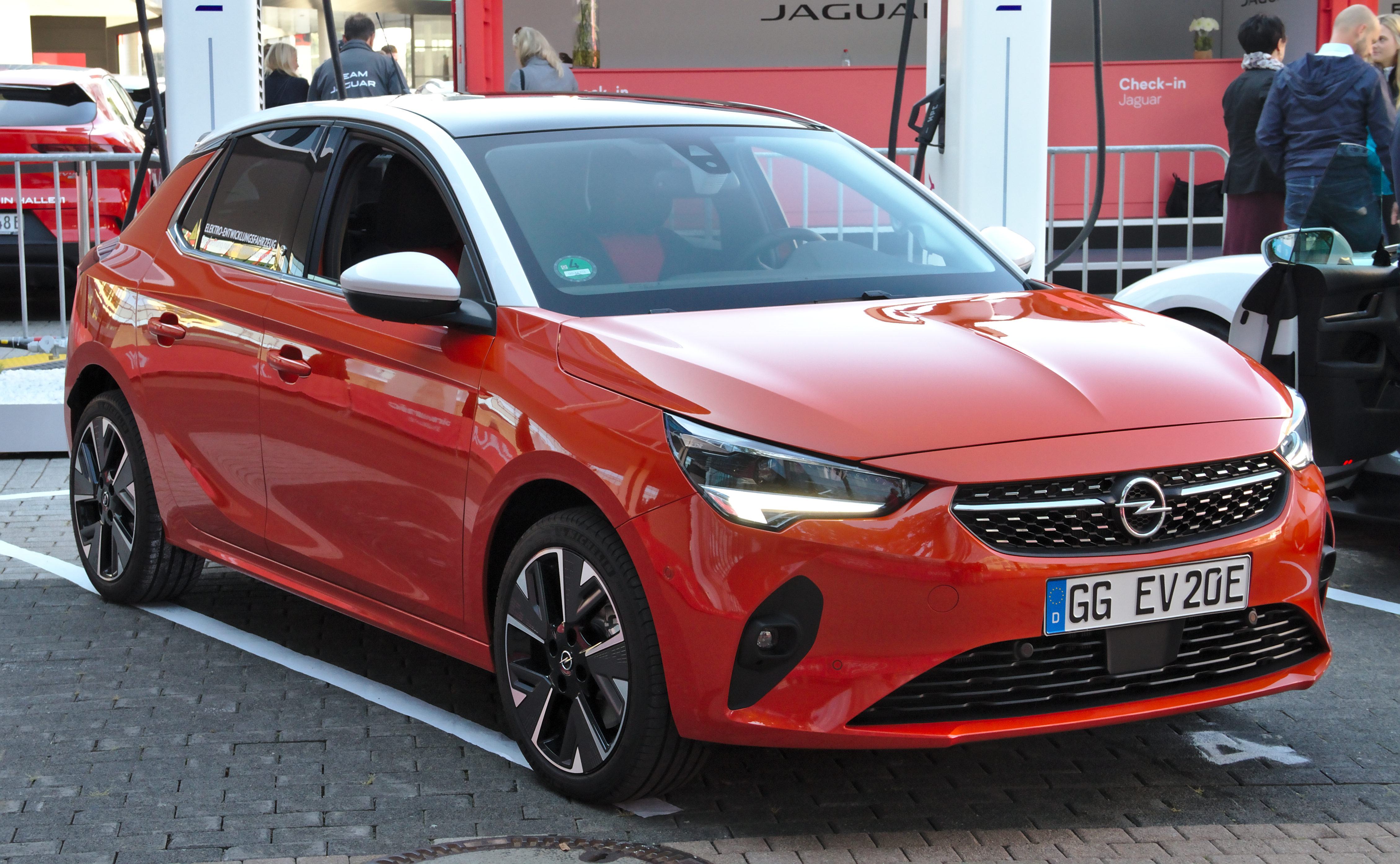
Opel Corsa op basis van PSA-platform

Op 6 maart 2017 werd bekend dat PSA Groupe voor 2,2 miljard euro zowel Opel als Vauxhall gaat overnemen. Het Franse autoconcern had een overeenkomst bereikt met het moederbedrijf General Motors. De transactie werd op 1 augustus 2017 afgerond waarmee PSA na Volkswagen AG de tweede grootste autofabrikant van Europa werd. GM had Opel sinds 1929 in handen gehad. De Europese activiteiten hadden sinds 2009 ruim 8 miljard euro aan verliezen geleden. Op de verkoop nam GM een eenmalige last en nam voor miljarden aan pensioenverplichtingen over. Het pensioenfonds van Opel had fors meer verplichtingen dan bezittingen.
Peugeot berekende de jaarlijkse synergievoordelen in 2026 op 1,7 miljard euro, waarvan het merendeel al in 2020 moet zijn gerealiseerd. De overname leidde eerder tot grote zorgen in Duitsland en Groot-Brittannië over mogelijk banenverlies, maar Peugeot gaf garanties voor behoud van werkgelegenheid en fabrieken. Desondanks maakte PSA bekend in juli 2019 bekend in Duitsland 1100 banen te gaan schrappen bij Opel. De banen verdwijnen bij de fabrieken in Kaiserslautern (300), Eisenach (200) en Rüsselsheim (600). Inclusief deze aankondiging is vanaf augustus 2017 bijna een derde deel van de meer dan 19.000 arbeidsplaatsen bij Opel in Duitsland geschrapt. De Fransen zijn er in 2018 wel in geslaagd het Duitse concern weer winstgevend te maken.

#### Dieselfraude
In juli 2018 werd bekend dat Duitse Kraftfahrt Bundesamt (KBA) bewijsmateriaal heeft gevonden van een sjoemelsysteem in een aantal dieseluitvoeringen van Opel. Het uitlaatgasnabehandelingssysteem zou zichzelf volledig uitschakelen zonder dat hier een technische noodzaak voor is, waardoor de auto’s tot tien keer meer stikstofoxiden (NOx) uitstoten dan is toegestaan. In oktober werd bekend dat dit drie modellen betreft, Zafira, Insignia en Cascada, en in totaal gaat het om 100.000 voertuigen.

### 2021-heden
De PSA groep is op 16 januari 2021 een fusie aangegaan met FCA. Uit deze fusie ontstond de groep Stellantis. Die nu de eigenaar is van Opel.

## Vrachtwagens
Opel begon ook al vroeg in haar historie met het produceren van vrachtwagens. Reeds in 1910 werd het eerste model uitgebracht. Deze vrachtwagen had een voor die tijd aanzienlijk laadvermogen van 1 ton. In 1931 begon het bedrijf meerdere modellen te ontwerpen en produceren en kwam er een bakwagen uit met een laadvermogen van 2,5 ton. In 1931 opende Opel een separate vrachtwagenfabriek in Brandenburg. Tot 1975 werden door het bedrijf vrachtwagens geproduceerd.

## Opel-fabrieken in Europa

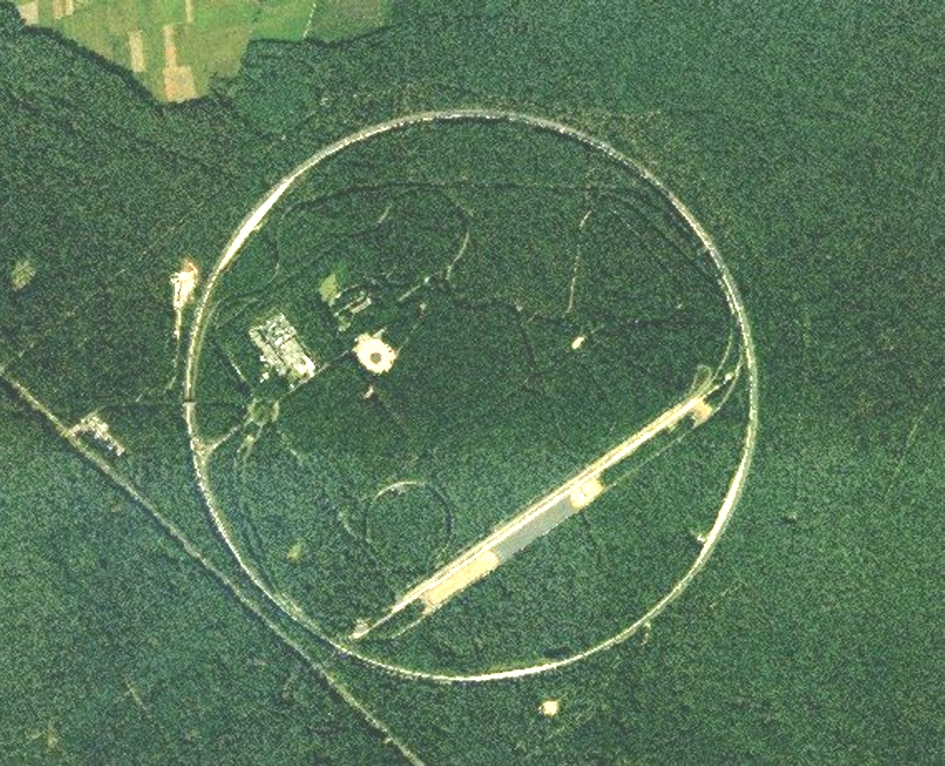
Luchtfoto van het testcentrum in Dudenhofen.

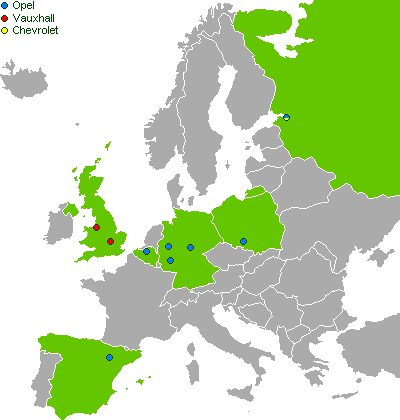
Blauw: de assemblagefabrieken van Opel.

De grootste fabriek van Opel is die in Rüsselsheim. In 2002 werd die voor 750 miljoen euro omgebouwd tot de modernste fabriek ter wereld. Daarnaast bouwt Opel ook nog auto's in Eisenach. In Kaiserslautern worden motoren en onderdelen vervaardigd. Het testcircuit bevindt zich in Rodgau-Dudenhofen en een test- en evenementencentrum in Pferdsfeld.
De fabriek in Bochum werd eind 2014 gesloten. Dit betekende het einde van de productie van auto’s en motoren. De werknemers in Bochum wezen in maart 2013 als enige Opel-fabriek een toekomstplan af. Dat plan voorzag in een verschuiving van het einde van de autoproductie aldaar van 2014 naar 2016 en in het behoud van het logistiek centrum en de onderdelenfabriek. De werknemers vonden het plan te vaag en stemden het weg. Daarop besloot het management de fabriek te sluiten waarmee 3.300 banen verloren gingen.
In maart 2015 maakte Opel bekend de fabriek in Sint-Petersburg te gaan sluiten vanwege de terugvallende verkoop in Rusland. De fabriek ging medio 2015 dicht en zo’n 1000 werknemers verloren hun baan. De sluiting ging gepaard  met 600 miljoen dollar aan eenmalige kosten. De fabriek was in juli 2008 geopend en had een capaciteit van 98.000 voertuigen. In 2012 kwamen er nog plannen om de capaciteit te verhogen naar 230.000 stuks, maar deze plannen zijn slechts deels uitgevoerd.
In Duitsland stelt Opel ongeveer 25.000 mensen te werk in zijn fabrieken.
| Plaats                                              | Productie sinds             | Producten | Informatie | Arbeiders                   |
| Opel-fabrieken in Duitsland                         | Opel-fabrieken in Duitsland | Opel-fabrieken in Duitsland | Opel-fabrieken in Duitsland | Opel-fabrieken in Duitsland |
| --------------------------------------------------- | --------------------------- | --- | --- | --------------------------- |
| Opel Eisenach GmbH Eisenach, Thüringen              | 1990-                       | Adam Corsa (enkel 3d) | Eisenach bouwde vanaf 2012 ook de Opel Adam. Opel voorzag een maximale capaciteit van 85.000 eenheden voor deze stadswagen. Hierdoor is het geplande banenverlies van 300 werknemers van de baan. Voor de Adam heeft Opel een investering van 250 miljoen euro gedaan in deze vestiging. Eisenach produceerde ook de Corsa E 3d (vanaf januari 2015). De capaciteit van de fabriek was 180.000 auto's (Corsa 3d), maar deze zou stijgen na 2015. In 2009 bouwde Eisenach 133.038 auto's. | 1.420 (2016)                |
| Kaiserslautern                                      | 1966-                       | motoren onderdelen voor General Motors                                                                                          | | 2.150 (2016)                |
| Rüsselsheim                                         | 1898-                       | Insignia vierdeurs, vijfdeurs en Sports Tourer Vroeger ook Vectra, Signum en Omega                                              | -Hoofdzetel van Adam Opel AG. -Internationaal technisch ontwikkelingscentrum. -De jaarcapaciteit van de fabriek bedraagt 270.000 eenheden. | 15.600                      |
| Opel-fabrieken in Europa (uitgezonderd Duitsland)   |                             | | |                             |
| Ellesmere Port, Verenigd Koninkrijk                 | 1963-                       | Astra en Astra Sports Tourer | | 1.630 (2016)                |
| Gliwice, Polen                                      | 1998-                       | Astra, Opel Astra G, Opel Astra H, Opel Zafira, Opel Agila                                                                      | | 2.920 (2016)                |
| Luton, Verenigd Koninkrijk                          | 1905-                       | Opel Vivaro voorheen Bedford Blitz                                                                                              | Hoofdfabriek van Vauxhall | 1.140 (2016)                |
| Aspern, Oostenrijk                                  | 1982-                       | Motoren (1.0TP, 1.2TP, 1.4TP) en versnellingsbakken (Easytronic, vijf- en zesversnellingsbakken)                                | | 1.480 (2016)                |
| Figueruelas, Zaragoza, Spanje                       | 1982-                       | Corsa 5d en Van Meriva Meriva Classic Combo Opel Crossland X                                                                    | Opel Zaragoza is de grootste fabriek, met een maximale productiecapaciteit van 400.000 auto's per jaar. Door de zwakke vraag wordt de capaciteit dit jaar bijgesteld naar 333.000 auto's. De volgende Corsa en Combo worden hier ook zeker gemaakt. De vierde generatie van de Combo wordt ingekocht bij FIAT. | 5.200 (2016)                |
| Voormalige Opel-fabrieken                           |                             | | |                             |
| Bochum                                              | 1962-2014                   | Astra vijfdeurs en break Zafira onderdelen voor General Motors                                                                  | Op 5 december 2014 rolde de laatste auto (een Zafira) van de band. | -                           |
| Brandenburg an der Havel                            | 1935–1944                   | Blitz-bedrijfswagens | In 1944 door een luchtaanval gebombardeerd en in 1945 opgeruimd. | 4.286 (1943)                |
| General Motors Belgium, Antwerpen, België           | 1924-2010                   | Opel Kadett D, E, Opel Manta B, Opel Calibra, Opel Corsa B,C, Astra 5deurs, Break, GTC en TwinTop Onderdelen                    | Op 15 december 2010 rolde de laatste auto van de band. Op 17 december 2010 ging Opel Antwerpen definitief dicht. | -                           |
| Sushary, Sint-Petersburg, Rusland                   | 2008-2015                   | Antara Chevrolet Cruze Chevrolet Captiva                                                                                        | Productie voor de Russische markt, gesloten in 2015. | -                           |
| Opel-productie bij partnerondernemingen             |                             | | |                             |
| Nissan Motor Ibérica Barcelona, Spanje              | 1980-                       | Vivaro Renault Trafic Nissan Primastar Nissan NV200 Nissan Pathfinder Nissan Navara Nissan Cabstar Nissan Atleon Renault Maxity | Deze fabriek produceert een klein aantal Vivaro's door de samenwerking met Renault en Nissan. Het grootste deel wordt in Luton gemaakt. | 3.830                       |
| Usine Renault de Batilly (SOVAB) Batilly, Frankrijk | 1980-                       | Movano Renault Master Nissan NV400                                                                                              | De Movano en Vivaro zijn omgelabelde Master en Trafic bestelwagens en worden dus niet door Opel zelf ontwikkeld. Daardoor beslist Renault mee waar de modellen gebouwd worden. De Movano wordt al bij Renault gemaakt, verwacht wordt dat ook de volgende Vivaro (2013) in een Renault vestiging gebouwd zal worden. Dat zal dan waarschijnlijk de fabriek in Sandouville zijn, waar ook de Renault Laguna en Espace van de band rollen.                                                 | 2.350                       |
| Suzuki Magyar Corp. Esztergom, Hongarije            | 1991-                       | Agila Suzuki Splash Suzuki Swift Suzuki SX4 Fiat Sedici                                                                         | Volkswagen nam eind vorig jaar een belang in Suzuki en kan nu de samenwerking met zijn concurrenten Opel/Vauxhall laten stoppen. Opel gaf wel aan dat de volgende Agila, zonder Suzuki ontwikkeld zal worden. De productie van de Adam is inmiddels opgestart in het Duitse Eisenach. | 6.300 (2007)                |

## Tuning

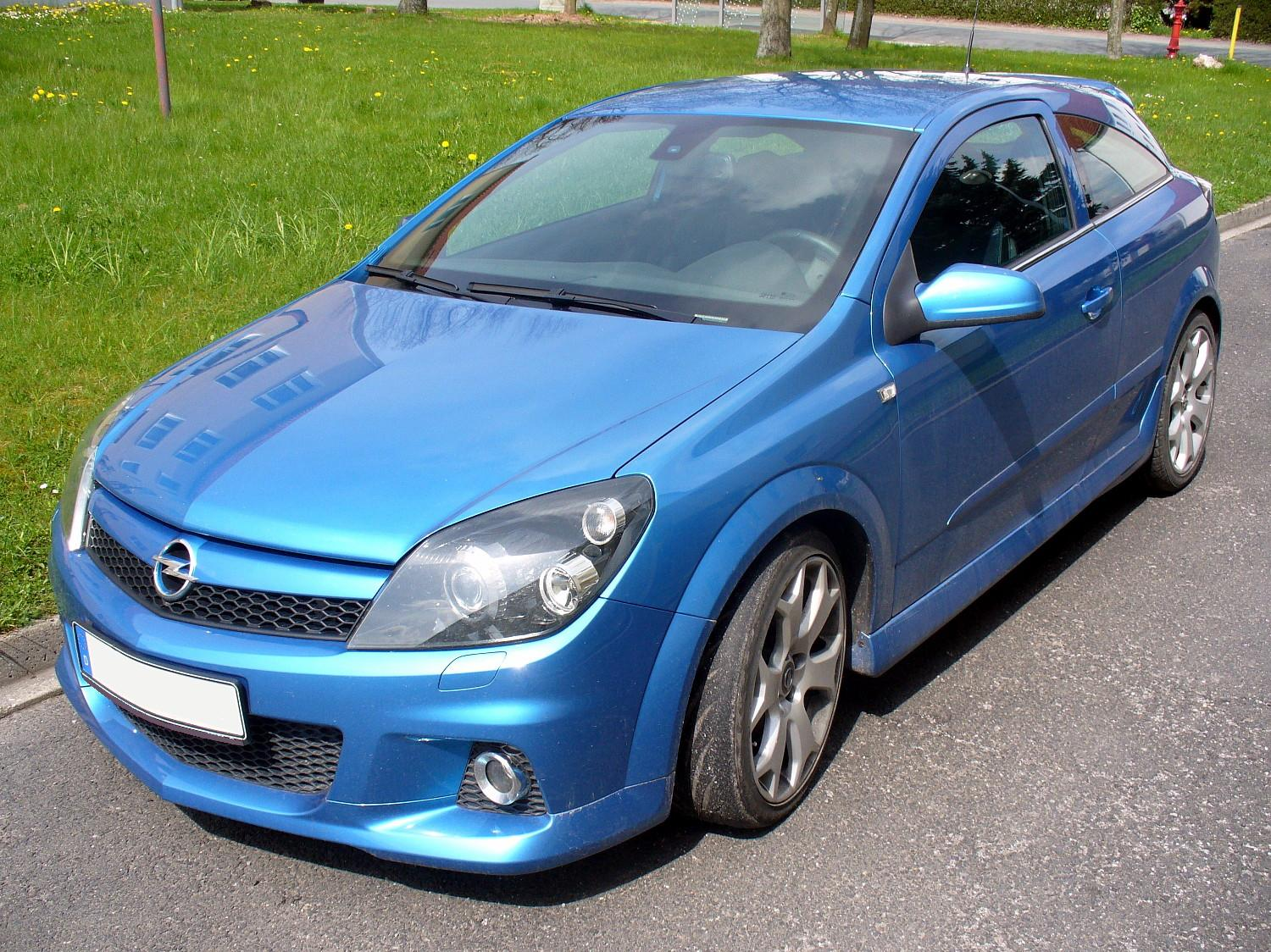
De Astra H in OPC-uitvoering in het typische OPC-blauw, Aerden Blue Z291

Al sinds de jaren 60 maakt Opel zelf sportieve varianten op zijn modellen. Zo was er de Opel Commodore GS/E, de Opel Kadett GT/E en de Opel Manta GT/E. Zowel bij de Kadett als bij de Manta werd dit achtervoegsel bij latere modellen omgedoopt naar GSi. Een GSi-variant kwam er ook op de eerste generatie Opel Astra en op bepaalde generaties van de Opel Corsa. Vanaf 1998 verdween GSi van het toneel om plaats te maken voor het Opel Performance Center, afgekort tot OPC. Hoewel er van de vierde generatie Opel Corsa een OPC-variant bestaat, werd ook een GSi-variant gemaakt. Tot einde 2012 was dit het enige model waarvan zowel een GSi- als een OPC-variant bestond. Bij de Opel Astra werd voor de derde en de huidige vierde generatie een GTC-uitvoering gemaakt als tussenmodel tussen de standaard en de OPC-uitvoering.
Bij alle sportieve modelvarianten van Opel die werden ontwikkeld voor het bestaan van het Opel Performance Center, werd het uiterlijk onder handen genomen door Irmscher. Tot op heden maken zij nog steeds tuning-onderdelen voor nieuwe Opel-modellen. Andere bedrijven die zich hier ook in specialiseren zijn Steinmetz Opel Tuning, Lexmaul en Rieger.
Ook het Italiaanse designbureau Bertone heeft zich beziggehouden met Opel. Zij ontwikkelden de coupé- en cabriolet-varianten van de Astra en de Kadett.

## Modeloverzicht
| « vorig — Opel-modellen van 1980 tot heden | « vorig — Opel-modellen van 1980 tot heden | « vorig — Opel-modellen van 1980 tot heden | « vorig — Opel-modellen van 1980 tot heden | « vorig — Opel-modellen van 1980 tot heden | « vorig — Opel-modellen van 1980 tot heden | « vorig — Opel-modellen van 1980 tot heden | « vorig — Opel-modellen van 1980 tot heden | « vorig — Opel-modellen van 1980 tot heden | « vorig — Opel-modellen van 1980 tot heden | « vorig — Opel-modellen van 1980 tot heden | « vorig — Opel-modellen van 1980 tot heden | « vorig — Opel-modellen van 1980 tot heden | « vorig — Opel-modellen van 1980 tot heden | « vorig — Opel-modellen van 1980 tot heden | « vorig — Opel-modellen van 1980 tot heden | « vorig — Opel-modellen van 1980 tot heden | « vorig — Opel-modellen van 1980 tot heden | « vorig — Opel-modellen van 1980 tot heden | « vorig — Opel-modellen van 1980 tot heden | « vorig — Opel-modellen van 1980 tot heden | « vorig — Opel-modellen van 1980 tot heden | « vorig — Opel-modellen van 1980 tot heden | « vorig — Opel-modellen van 1980 tot heden | « vorig — Opel-modellen van 1980 tot heden | « vorig — Opel-modellen van 1980 tot heden | « vorig — Opel-modellen van 1980 tot heden | « vorig — Opel-modellen van 1980 tot heden | « vorig — Opel-modellen van 1980 tot heden | « vorig — Opel-modellen van 1980 tot heden | « vorig — Opel-modellen van 1980 tot heden | « vorig — Opel-modellen van 1980 tot heden | « vorig — Opel-modellen van 1980 tot heden | « vorig — Opel-modellen van 1980 tot heden | « vorig — Opel-modellen van 1980 tot heden | « vorig — Opel-modellen van 1980 tot heden | « vorig — Opel-modellen van 1980 tot heden | « vorig — Opel-modellen van 1980 tot heden | « vorig — Opel-modellen van 1980 tot heden | « vorig — Opel-modellen van 1980 tot heden | « vorig — Opel-modellen van 1980 tot heden | « vorig — Opel-modellen van 1980 tot heden | « vorig — Opel-modellen van 1980 tot heden | « vorig — Opel-modellen van 1980 tot heden | « vorig — Opel-modellen van 1980 tot heden | « vorig — Opel-modellen van 1980 tot heden | « vorig — Opel-modellen van 1980 tot heden | « vorig — Opel-modellen van 1980 tot heden |
| ------------------------------------------ | ------------------------------------------ | ------------------------------------------ | ------------------------------------------ | ------------------------------------------ | ------------------------------------------ | ------------------------------------------ | ------------------------------------------ | ------------------------------------------ | ------------------------------------------ | ------------------------------------------ | ------------------------------------------ | ------------------------------------------ | ------------------------------------------ | ------------------------------------------ | ------------------------------------------ | ------------------------------------------ | ------------------------------------------ | ------------------------------------------ | ------------------------------------------ | ------------------------------------------ | ------------------------------------------ | ------------------------------------------ | ------------------------------------------ | ------------------------------------------ | ------------------------------------------ | ------------------------------------------ | ------------------------------------------ | ------------------------------------------ | ------------------------------------------ | ------------------------------------------ | ------------------------------------------ | ------------------------------------------ | ------------------------------------------ | ------------------------------------------ | ------------------------------------------ | ------------------------------------------ | ------------------------------------------ | ------------------------------------------ | ------------------------------------------ | ------------------------------------------ | ------------------------------------------ | ------------------------------------------ | ------------------------------------------ | ------------------------------------------ | ------------------------------------------ | ------------------------------------------ | ------------------------------------------ |
| Type                                       | 1980                                       | 1980                                       | 1980                                       | 1980                                       | 1980                                       | 1980                                       | 1980                                       | 1980                                       | 1980                                       | 1980                                       | 1990                                       | 1990                                       | 1990                                       | 1990                                       | 1990                                       | 1990                                       | 1990                                       | 1990                                       | 1990                                       | 1990                                       | 2000                                       | 2000                                       | 2000                                       | 2000                                       | 2000                                       | 2000                                       | 2000                                       | 2000                                       | 2000                                       | 2000                                       | 2010                                       | 2010                                       | 2010                                       | 2010                                       | 2010                                       | 2010                                       | 2010                                       | 2010                                       | 2010                                       | 2010                                       | 2020                                       | 2020                                       | 2020                                       | 2020                                       | 2020                                       | 2020                                       |                                            |
| Type                                       | 0                                          | 1                                          | 2                                          | 3                                          | 4                                          | 5                                          | 6                                          | 7                                          | 8                                          | 9                                          | 0                                          | 1                                          | 2                                          | 3                                          | 4                                          | 5                                          | 6                                          | 7                                          | 8                                          | 9                                          | 0                                          | 1                                          | 2                                          | 3                                          | 4                                          | 5                                          | 6                                          | 7                                          | 8                                          | 9                                          | 0                                          | 1                                          | 2                                          | 3                                          | 4                                          | 5                                          | 6                                          | 7                                          | 8                                          | 9                                          | 0                                          | 1                                          | 2                                          | 3                                          | 4                                          | 5                                          |                                            |
| Dwergauto                                  |                                            |                                            |                                            |                                            |                                            |                                            |                                            |                                            |                                            |                                            |                                            |                                            |                                            |                                            |                                            |                                            |                                            |                                            |                                            |                                            |                                            |                                            |                                            |                                            |                                            |                                            |                                            |                                            |                                            |                                            |                                            |                                            |                                            |                                            |                                            |                                            |                                            |                                            |                                            |                                            |                                            | Rocks Electric                             | Rocks Electric                             | Rocks Electric                             | Rocks Electric                             | Rocks Electric                             |                                            |
| Miniklasse                                 |                                            |                                            |                                            |                                            |                                            |                                            |                                            |                                            |                                            |                                            |                                            |                                            |                                            |                                            |                                            |                                            |                                            |                                            |                                            |                                            | Agila A                                    | Agila A                                    | Agila A                                    | Agila A                                    | Agila A                                    | Agila A                                    | Agila A                                    | Agila A                                    | Agila B                                    | Agila B                                    | Agila B                                    | Agila B                                    | Agila B                                    | Agila B                                    | Agila B                                    | Karl                                       | Karl                                       | Karl                                       | Karl                                       | Karl                                       |                                            |                                            |                                            |                                            |                                            |                                            |                                            |
| Miniklasse                                 |                                            |                                            |                                            |                                            |                                            |                                            |                                            |                                            |                                            |                                            |                                            |                                            |                                            |                                            |                                            |                                            |                                            |                                            |                                            |                                            |                                            |                                            |                                            |                                            |                                            |                                            |                                            |                                            |                                            |                                            |                                            |                                            | Adam                                       |                                            |                                            |                                            |                                            |                                            |                                            |                                            |                                            |                                            |                                            |                                            |                                            |                                            |                                            |
| Compacte klasse                            |                                            |                                            | Corsa A                                    | Corsa A                                    | Corsa A                                    | Corsa A                                    | Corsa A                                    | Corsa A                                    | Corsa A                                    | Corsa A                                    | Corsa A                                    | Corsa A                                    | Corsa A                                    | Corsa A                                    | Corsa B                                    | Corsa B                                    | Corsa B                                    | Corsa B                                    | Corsa B                                    | Corsa B                                    | Corsa B                                    | Corsa C                                    | Corsa C                                    | Corsa C                                    | Corsa C                                    | Corsa C                                    | Corsa C                                    | Corsa D                                    | Corsa D                                    | Corsa D                                    | Corsa D                                    | Corsa D                                    | Corsa D                                    | Corsa D                                    | Corsa E                                    | Corsa E                                    | Corsa E                                    | Corsa E                                    | Corsa E                                    | Corsa E                                    | Corsa F                                    | Corsa F                                    | Corsa F                                    | Corsa F                                    | Corsa F                                    | Corsa F                                    |                                            |
| Compacte klasse                            |                                            |                                            |                                            |                                            |                                            |                                            |                                            |                                            |                                            |                                            |                                            |                                            |                                            |                                            |                                            |                                            |                                            |                                            |                                            |                                            |                                            |                                            |                                            |                                            |                                            |                                            |                                            |                                            |                                            |                                            |                                            |                                            |                                            |                                            |                                            |                                            | Ampera-e                                   |                                            |                                            |                                            |                                            |                                            |                                            |                                            |                                            |                                            |                                            |
| Compacte middenklasse                      | Kadett D                                   | Kadett D                                   | Kadett D                                   | Kadett D                                   | Kadett D                                   | Kadett E                                   | Kadett E                                   | Kadett E                                   | Kadett E                                   | Kadett E                                   | Kadett E                                   | Kadett E                                   | Astra F                                    | Astra F                                    | Astra F                                    | Astra F                                    | Astra F                                    | Astra F                                    | Astra F                                    | Astra G                                    | Astra G                                    | Astra G                                    | Astra G                                    | Astra G                                    | Astra G                                    | Astra H                                    | Astra H                                    | Astra H                                    | Astra H                                    | Astra H                                    | Astra J                                    | Astra J                                    | Astra J                                    | Astra J                                    | Astra J                                    | Astra K                                    | Astra K                                    | Astra K                                    | Astra K                                    | Astra K                                    | Astra K                                    | Astra L                                    | Astra L                                    | Astra L                                    | Astra L                                    | Astra L                                    |                                            |
| Compacte middenklasse                      |                                            |                                            |                                            |                                            |                                            |                                            |                                            |                                            |                                            |                                            |                                            |                                            |                                            |                                            |                                            |                                            |                                            |                                            |                                            |                                            |                                            |                                            |                                            |                                            |                                            |                                            |                                            |                                            |                                            |                                            | Ampera                                     |                                            |                                            |                                            |                                            |                                            |                                            |                                            |                                            |                                            |                                            |                                            |                                            |                                            |                                            |                                            |                                            |
| Middenklasse                               | Ascona B                                   | Ascona B                                   | Ascona C                                   | Ascona C                                   | Ascona C                                   | Ascona C                                   | Ascona C                                   | Ascona C                                   | Ascona C                                   | Vectra A                                   | Vectra A                                   | Vectra A                                   | Vectra A                                   | Vectra A                                   | Vectra A                                   | Vectra A                                   | Vectra B                                   | Vectra B                                   | Vectra B                                   | Vectra B                                   | Vectra B                                   | Vectra B                                   | Vectra B                                   | Vectra C / Signum                          | Vectra C / Signum                          | Vectra C / Signum                          | Vectra C / Signum                          | Vectra C / Signum                          | Vectra C / Signum                          | Insignia A                                 | Insignia A                                 | Insignia A                                 | Insignia A                                 | Insignia A                                 | Insignia A                                 | Insignia A                                 | Insignia A                                 | Insignia B                                 | Insignia B                                 | Insignia B                                 | Insignia B                                 | Insignia B                                 | Insignia B                                 |                                            |                                            |                                            |                                            |
| Hogere middenklasse                        | Rekord E                                   | Rekord E                                   | Rekord E                                   | Rekord E                                   | Rekord E                                   | Rekord E                                   | Rekord E                                   | Omega A                                    | Omega A                                    | Omega A                                    | Omega A                                    | Omega A                                    | Omega A                                    | Omega A                                    | Omega B                                    | Omega B                                    | Omega B                                    | Omega B                                    | Omega B                                    | Omega B                                    | Omega B                                    | Omega B                                    | Omega B                                    | Omega B                                    |                                            |                                            |                                            |                                            |                                            |                                            |                                            |                                            |                                            |                                            |                                            |                                            |                                            |                                            |                                            |                                            |                                            |                                            |                                            |                                            |                                            |                                            |                                            |
| Hogere middenklasse                        | Commodore C                                |                                            |                                            |                                            |                                            |                                            |                                            | Omega A                                    | Omega A                                    | Omega A                                    | Omega A                                    | Omega A                                    | Omega A                                    | Omega A                                    | Omega B                                    | Omega B                                    | Omega B                                    | Omega B                                    | Omega B                                    | Omega B                                    | Omega B                                    | Omega B                                    | Omega B                                    | Omega B                                    |                                            |                                            |                                            |                                            |                                            |                                            |                                            |                                            |                                            |                                            |                                            |                                            |                                            |                                            |                                            |                                            |                                            |                                            |                                            |                                            |                                            |                                            |                                            |
| Topklasse                                  | Senator A                                  | Senator A                                  | Senator A                                  | Senator A                                  | Senator A                                  | Senator A                                  | Senator A                                  | Senator B                                  | Senator B                                  | Senator B                                  | Senator B                                  | Senator B                                  | Senator B                                  | Senator B                                  |                                            |                                            |                                            |                                            |                                            |                                            |                                            |                                            |                                            |                                            |                                            |                                            |                                            |                                            |                                            |                                            |                                            |                                            |                                            |                                            |                                            |                                            |                                            |                                            |                                            |                                            |                                            |                                            |                                            |                                            |                                            |                                            |                                            |
| Coupé                                      |                                            |                                            |                                            |                                            |                                            |                                            |                                            |                                            |                                            |                                            |                                            |                                            |                                            |                                            | Tigra A                                    | Tigra A                                    | Tigra A                                    | Tigra A                                    | Tigra A                                    | Tigra A                                    | Tigra A                                    |                                            |                                            |                                            |                                            |                                            |                                            |                                            |                                            |                                            |                                            |                                            |                                            |                                            |                                            |                                            |                                            |                                            |                                            |                                            |                                            |                                            |                                            |                                            |                                            |                                            |                                            |
| Coupé                                      | Manta B                                    | Manta B                                    | Manta B                                    | Manta B                                    | Manta B                                    | Manta B                                    | Manta B                                    | Manta B                                    | Manta B                                    | Calibra                                    | Calibra                                    | Calibra                                    | Calibra                                    | Calibra                                    | Calibra                                    | Calibra                                    | Calibra                                    | Calibra                                    |                                            |                                            | Astra G Coupé                              | Astra G Coupé                              | Astra G Coupé                              | Astra G Coupé                              | Astra G Coupé                              | Astra G Coupé                              |                                            |                                            |                                            |                                            |                                            |                                            |                                            |                                            |                                            |                                            |                                            |                                            |                                            |                                            |                                            |                                            |                                            |                                            |                                            |                                            |                                            |
| Coupé                                      | Monza                                      |                                            |                                            |                                            |                                            |                                            |                                            |                                            |                                            |                                            |                                            |                                            |                                            |                                            |                                            |                                            |                                            |                                            |                                            |                                            |                                            |                                            |                                            |                                            |                                            |                                            |                                            |                                            |                                            |                                            |                                            |                                            |                                            |                                            |                                            |                                            |                                            |                                            |                                            |                                            |                                            |                                            |                                            |                                            |                                            |                                            |                                            |
| Cabriolet                                  |                                            |                                            |                                            |                                            |                                            |                                            |                                            |                                            |                                            |                                            |                                            |                                            |                                            |                                            |                                            |                                            |                                            |                                            |                                            |                                            |                                            |                                            |                                            |                                            | Tigra TwinTop B                            | Tigra TwinTop B                            | Tigra TwinTop B                            | Tigra TwinTop B                            | Tigra TwinTop B                            | Tigra TwinTop B                            |                                            |                                            |                                            |                                            |                                            |                                            |                                            |                                            |                                            |                                            |                                            |                                            |                                            |                                            |                                            |                                            |                                            |
| Cabriolet                                  |                                            |                                            |                                            |                                            |                                            |                                            | Kadett E Cabrio                            | Kadett E Cabrio                            | Kadett E Cabrio                            | Kadett E Cabrio                            | Kadett E Cabrio                            | Kadett E Cabrio                            | Astra F Cabrio                             | Astra F Cabrio                             | Astra F Cabrio                             | Astra F Cabrio                             | Astra F Cabrio                             | Astra F Cabrio                             | Astra F Cabrio                             | Astra F Cabrio                             | Astra F Cabrio                             | Astra G Cabrio                             | Astra G Cabrio                             | Astra G Cabrio                             | Astra G Cabrio                             | Astra G Cabrio                             | Astra TwinTop                              | Astra TwinTop                              | Astra TwinTop                              | Astra TwinTop                              | Astra TwinTop                              | Astra TwinTop                              |                                            | Cascada                                    | Cascada                                    | Cascada                                    | Cascada                                    | Cascada                                    | Cascada                                    |                                            |                                            |                                            |                                            |                                            |                                            |                                            |                                            |
| Sportwagen                                 |                                            |                                            |                                            |                                            |                                            |                                            |                                            |                                            |                                            |                                            |                                            |                                            |                                            |                                            |                                            |                                            |                                            |                                            |                                            |                                            |                                            | Speedster                                  | Speedster                                  | Speedster                                  | Speedster                                  | Speedster                                  |                                            | GT                                         | GT                                         | GT                                         |                                            |                                            |                                            |                                            |                                            |                                            |                                            |                                            |                                            |                                            |                                            |                                            |                                            |                                            |                                            |                                            |                                            |
| Mini SUV                                   |                                            |                                            |                                            |                                            |                                            |                                            |                                            |                                            |                                            |                                            |                                            |                                            |                                            |                                            |                                            |                                            |                                            |                                            |                                            |                                            |                                            |                                            |                                            |                                            |                                            |                                            |                                            |                                            |                                            |                                            |                                            |                                            | Mokka A                                    | Mokka A                                    | Mokka A                                    | Mokka A                                    | Mokka A                                    | Mokka A                                    | Mokka A                                    | Mokka A                                    | Mokka A                                    | Mokka B                                    | Mokka B                                    | Mokka B                                    | Mokka B                                    | Mokka B                                    |                                            |
| Mini SUV                                   |                                            |                                            |                                            |                                            |                                            |                                            |                                            |                                            |                                            |                                            |                                            |                                            |                                            |                                            |                                            |                                            |                                            |                                            |                                            |                                            |                                            |                                            |                                            |                                            |                                            |                                            |                                            |                                            |                                            |                                            |                                            |                                            |                                            |                                            |                                            |                                            |                                            | Crossland                                  | Crossland                                  | Crossland                                  | Crossland                                  | Crossland                                  | Crossland                                  | Crossland                                  | Frontera                                   | Frontera                                   |                                            |
| Compacte SUV                               |                                            |                                            |                                            |                                            |                                            |                                            |                                            |                                            |                                            |                                            |                                            |                                            | Frontera A                                 | Frontera A                                 | Frontera A                                 | Frontera A                                 | Frontera A                                 | Frontera A                                 | Frontera A                                 | Frontera B                                 | Frontera B                                 | Frontera B                                 | Frontera B                                 | Frontera B                                 | Frontera B                                 |                                            | Antara                                     | Antara                                     | Antara                                     | Antara                                     | Antara                                     | Antara                                     | Antara                                     | Antara                                     | Antara                                     | Antara                                     |                                            | Grandland A                                | Grandland A                                | Grandland A                                | Grandland A                                | Grandland A                                | Grandland A                                | Grandland A                                | Grandland B                                | Grandland B                                |                                            |
| SUV                                        |                                            |                                            |                                            |                                            |                                            |                                            |                                            |                                            |                                            |                                            |                                            |                                            | Monterey                                   | Monterey                                   | Monterey                                   | Monterey                                   | Monterey                                   | Monterey                                   | Monterey                                   |                                            |                                            |                                            |                                            |                                            |                                            |                                            |                                            |                                            |                                            |                                            |                                            |                                            |                                            |                                            |                                            |                                            |                                            |                                            |                                            |                                            |                                            |                                            |                                            |                                            |                                            |                                            |                                            |
| Mini MPV                                   |                                            |                                            |                                            |                                            |                                            |                                            |                                            |                                            |                                            |                                            |                                            |                                            |                                            |                                            |                                            |                                            |                                            |                                            |                                            |                                            |                                            |                                            |                                            | Meriva A                                   | Meriva A                                   | Meriva A                                   | Meriva A                                   | Meriva A                                   | Meriva A                                   | Meriva A                                   | Meriva A                                   |                                            |                                            |                                            |                                            |                                            |                                            |                                            |                                            |                                            |                                            |                                            |                                            |                                            |                                            |                                            |                                            |
| Compacte MPV                               |                                            |                                            |                                            |                                            |                                            |                                            |                                            |                                            |                                            |                                            |                                            |                                            |                                            |                                            |                                            |                                            |                                            |                                            |                                            |                                            |                                            |                                            |                                            |                                            |                                            |                                            |                                            |                                            |                                            |                                            | Meriva B                                   | Meriva B                                   | Meriva B                                   | Meriva B                                   | Meriva B                                   | Meriva B                                   | Meriva B                                   | Meriva B                                   |                                            |                                            |                                            |                                            |                                            |                                            |                                            |                                            |                                            |
| Compacte MPV                               |                                            |                                            |                                            |                                            |                                            |                                            |                                            |                                            |                                            |                                            |                                            |                                            |                                            |                                            |                                            |                                            |                                            |                                            |                                            | Zafira A                                   | Zafira A                                   | Zafira A                                   | Zafira A                                   | Zafira A                                   | Zafira A                                   | Zafira A                                   | Zafira B                                   | Zafira B                                   | Zafira B                                   | Zafira B                                   | Zafira B                                   | Zafira B                                   |                                            |                                            |                                            |                                            |                                            |                                            |                                            |                                            |                                            |                                            |                                            |                                            |                                            |                                            |                                            |
| MPV                                        |                                            |                                            |                                            |                                            |                                            |                                            |                                            |                                            |                                            |                                            |                                            |                                            |                                            |                                            |                                            |                                            | Sintra                                     | Sintra                                     | Sintra                                     | Sintra                                     |                                            |                                            |                                            |                                            |                                            |                                            |                                            |                                            |                                            |                                            |                                            | Zafira C Tourer                            | Zafira C Tourer                            | Zafira C Tourer                            | Zafira C Tourer                            | Zafira C Tourer                            | Zafira C Tourer                            | Zafira C Tourer                            | Zafira C Tourer                            | Zafira C Tourer                            |                                            |                                            |                                            |                                            |                                            |                                            |                                            |
| Bestelwagen                                |                                            |                                            |                                            |                                            |                                            | Kadett Combo A                             | Kadett Combo A                             | Kadett Combo A                             | Kadett Combo A                             | Kadett Combo A                             | Kadett Combo A                             | Kadett Combo A                             | Kadett Combo A                             | Kadett Combo A                             | Combo B                                    | Combo B                                    | Combo B                                    | Combo B                                    | Combo B                                    | Combo B                                    | Combo B                                    | Combo B                                    | Combo C                                    | Combo C                                    | Combo C                                    | Combo C                                    | Combo C                                    | Combo C                                    | Combo C                                    | Combo C                                    | Combo C                                    | Combo C                                    | Combo D                                    | Combo D                                    | Combo D                                    | Combo D                                    | Combo D                                    | Combo D                                    | Combo E                                    | Combo E                                    | Combo E                                    | Combo E                                    | Combo E                                    | Combo E                                    | Combo E                                    | Combo E                                    |                                            |
| Bestelwagen                                |                                            |                                            |                                            |                                            |                                            |                                            |                                            |                                            |                                            |                                            |                                            |                                            |                                            |                                            |                                            |                                            |                                            |                                            |                                            |                                            |                                            | Vivaro A                                   | Vivaro A                                   | Vivaro A                                   | Vivaro A                                   | Vivaro A                                   | Vivaro A                                   | Vivaro A                                   | Vivaro A                                   | Vivaro A                                   | Vivaro A                                   | Vivaro A                                   | Vivaro A                                   | Vivaro A                                   | Vivaro A                                   | Vivaro B                                   | Vivaro B                                   | Vivaro B                                   | Vivaro B                                   | Vivaro B                                   | Zafira Life                                | Zafira Life                                | Zafira Life                                | Zafira Life                                | Zafira Life                                | Zafira Life                                |                                            |
| Bestelwagen                                |                                            |                                            |                                            |                                            |                                            |                                            |                                            |                                            |                                            |                                            |                                            |                                            |                                            |                                            |                                            |                                            |                                            |                                            |                                            |                                            |                                            | Vivaro A                                   | Vivaro A                                   | Vivaro A                                   | Vivaro A                                   | Vivaro A                                   | Vivaro A                                   | Vivaro A                                   | Vivaro A                                   | Vivaro A                                   | Vivaro A                                   | Vivaro A                                   | Vivaro A                                   | Vivaro A                                   | Vivaro A                                   | Vivaro B                                   | Vivaro B                                   | Vivaro B                                   | Vivaro B                                   | Vivaro B                                   | Vivaro C                                   |                                            |                                            |                                            |                                            |                                            |                                            |
| Bestelwagen                                |                                            |                                            |                                            |                                            |                                            |                                            |                                            |                                            |                                            |                                            |                                            |                                            |                                            |                                            |                                            |                                            |                                            |                                            |                                            | Movano A                                   | Movano A                                   | Movano A                                   | Movano A                                   | Movano A                                   | Movano A                                   | Movano A                                   | Movano A                                   | Movano A                                   | Movano A                                   | Movano A                                   | Movano A                                   | Movano B                                   | Movano B                                   | Movano B                                   | Movano B                                   | Movano B                                   | Movano B                                   | Movano B                                   | Movano B                                   | Movano B                                   | Movano B                                   | Movano C                                   | Movano C                                   | Movano C                                   | Movano C                                   | Movano C                                   |                                            |
| Pick-up                                    |                                            |                                            |                                            |                                            |                                            |                                            |                                            |                                            |                                            |                                            |                                            | Campo                                      | Campo                                      | Campo                                      | Campo                                      | Campo                                      | Campo                                      | Campo                                      | Campo                                      | Campo                                      | Campo                                      | Campo                                      |                                            |                                            |                                            |                                            |                                            |                                            |                                            |                                            |                                            |                                            |                                            |                                            |                                            |                                            |                                            |                                            |                                            |                                            |                                            |                                            |                                            |                                            |                                            |                                            |                                            |
| Eigenaar                                   | General Motors                             | General Motors                             | General Motors                             | General Motors                             | General Motors                             | General Motors                             | General Motors                             | General Motors                             | General Motors                             | General Motors                             | General Motors                             | General Motors                             | General Motors                             | General Motors                             | General Motors                             | General Motors                             | General Motors                             | General Motors                             | General Motors                             | General Motors                             | General Motors                             | General Motors                             | General Motors                             | General Motors                             | General Motors                             | General Motors                             | General Motors                             | General Motors                             | General Motors                             | General Motors                             | General Motors                             | General Motors                             | General Motors                             | General Motors                             | General Motors                             | General Motors                             | General Motors                             | Groupe PSA                                 | Groupe PSA                                 | Groupe PSA                                 | Groupe PSA                                 | Stellantis                                 | Stellantis                                 | Stellantis                                 | Stellantis                                 | Stellantis                                 |                                            |


| Type                  | 1940           | 1940           | 1940           | 1940           | 1940           | 1950           | 1950           | 1950           | 1950           | 1950           | 1950           | 1950           | 1950           | 1950           | 1950           | 1960           | 1960           | 1960           | 1960           | 1960           | 1960           | 1960           | 1960           | 1960           | 1960           | 1970           | 1970           | 1970           | 1970           | 1970           | 1970           | 1970           | 1970           | 1970           | 1970           |
| Type                  | 5              | 6              | 7              | 8              | 9              | 0              | 1              | 2              | 3              | 4              | 5              | 6              | 7              | 8              | 9              | 0              | 1              | 2              | 3              | 4              | 5              | 6              | 7              | 8              | 9              | 0              | 1              | 2              | 3              | 4              | 5              | 6              | 7              | 8              | 9              |
| Compacte middenklasse |                |                | Olympia        | Olympia        | Olympia        | Olympia        | Olympia        | Olympia        | Olympia        |                |                |                |                |                |                |                |                |                |                |                |                |                |                | Olympia A      | Olympia A      | Olympia A      |                |                |                |                |                |                |                |                |                |
| Compacte middenklasse |                |                |                |                |                |                |                |                |                |                |                |                |                |                |                |                |                | Kadett A       | Kadett A       | Kadett A       | Kadett A       | Kadett B       | Kadett B       | Kadett B       | Kadett B       | Kadett B       | Kadett B       | Kadett B       | Kadett B       | Kadett C       | Kadett C       | Kadett C       | Kadett C       | Kadett C       | Kadett C       |
| Middenklasse          |                |                |                |                |                |                |                |                |                |                |                |                |                |                |                |                |                |                |                |                |                |                |                |                |                | Ascona A       | Ascona A       | Ascona A       | Ascona A       | Ascona A       | Ascona A       | Ascona B       | Ascona B       | Ascona B       | Ascona B       |
| Hogere middenklasse   |                |                |                |                |                |                |                |                | Olympia Rekord | Olympia Rekord | Olympia Rekord | Olympia Rekord | Rekord P1      | Rekord P1      | Rekord P1      | Rekord P2      | Rekord P2      | Rekord P2      | Rekord A       | Rekord A       | Rekord B       | Rekord B       | Rekord C       | Rekord C       | Rekord C       | Rekord C       | Rekord C       | Rekord D       | Rekord D       | Rekord D       | Rekord D       | Rekord D       | Rekord E       | Rekord E       | Rekord E       |
| Hogere middenklasse   |                |                |                |                |                |                |                |                |                |                |                |                |                |                |                |                |                |                |                |                |                |                | Commodore A    | Commodore A    | Commodore A    | Commodore A    | Commodore A    | Commodore B    | Commodore B    | Commodore B    | Commodore B    | Commodore B    | Commodore C    | Commodore C    | Commodore C    |
| Topklasse             |                |                | Kapitän        | Kapitän        | Kapitän        | Kapitän        | Kapitän        | Kapitän        | Kapitän        | Kapitän        | Kapitän        | Kapitän        | Kapitän        | Kapitän P1     | Kapitän P2     | Kapitän P2     | Kapitän P2     | Kapitän P2     | Kapitän P2     | Kapitän A      | Kapitän A      | Kapitän A      | Kapitän A      | Kapitän A      | Kapitän B      | Kapitän B      |                |                |                |                |                |                |                | Senator A      | Senator A      |
| Topklasse             |                |                |                |                |                |                |                |                |                |                |                |                |                |                |                |                |                |                |                | Admiral A      | Admiral A      | Admiral A      | Admiral A      | Admiral A      | Admiral B      | Admiral B      | Admiral B      | Admiral B      | Admiral B      | Admiral B      | Admiral B      | Admiral B      | Admiral B      | Senator A      | Senator A      |
| Topklasse             |                |                |                |                |                |                |                |                |                |                |                |                |                |                |                |                |                |                |                | Diplomat A     | Diplomat A     | Diplomat A     | Diplomat A     | Diplomat A     | Diplomat B     | Diplomat B     | Diplomat B     | Diplomat B     | Diplomat B     | Diplomat B     | Diplomat B     | Diplomat B     | Diplomat B     | Senator A      | Senator A      |
| Coupé                 |                |                |                |                |                |                |                |                |                |                |                |                |                |                |                |                |                |                |                |                |                |                |                |                |                | Manta A        | Manta A        | Manta A        | Manta A        | Manta A        | Manta A        | Manta B        | Manta B        | Manta B        | Manta B        |
| Coupé                 |                |                |                |                |                |                |                |                |                |                |                |                |                |                |                |                |                |                |                |                |                |                |                |                |                |                |                |                |                |                |                |                | Monza          |                |                |
| Sportwagen            |                |                |                |                |                |                |                |                |                |                |                |                |                |                |                |                |                |                |                |                |                |                |                | GT             | GT             | GT             | GT             | GT             | GT             |                |                |                |                |                |                |
| Vrachtwagen           | Blitz          | Blitz          | Blitz          | Blitz          | Blitz          | Blitz          | Blitz          | Blitz          | Blitz          | Blitz          | Blitz          | Blitz          | Blitz          | Blitz          | Blitz          | Blitz          | Blitz          | Blitz          | Blitz          | Blitz          | Blitz          | Blitz          | Blitz          | Blitz          | Blitz          | Blitz          | Blitz          | Blitz          | Blitz          | Blitz          | Blitz          |                |                |                |                |
| Eigenaar              | General Motors | General Motors | General Motors | General Motors | General Motors | General Motors | General Motors | General Motors | General Motors | General Motors | General Motors | General Motors | General Motors | General Motors | General Motors | General Motors | General Motors | General Motors | General Motors | General Motors | General Motors | General Motors | General Motors | General Motors | General Motors | General Motors | General Motors | General Motors | General Motors | General Motors | General Motors | General Motors | General Motors | General Motors | General Motors |


| Opel-modellen van 1920 tot 1945 — volgend » | Opel-modellen van 1920 tot 1945 — volgend » | Opel-modellen van 1920 tot 1945 — volgend » | Opel-modellen van 1920 tot 1945 — volgend » | Opel-modellen van 1920 tot 1945 — volgend » | Opel-modellen van 1920 tot 1945 — volgend » | Opel-modellen van 1920 tot 1945 — volgend » | Opel-modellen van 1920 tot 1945 — volgend » | Opel-modellen van 1920 tot 1945 — volgend » | Opel-modellen van 1920 tot 1945 — volgend » | Opel-modellen van 1920 tot 1945 — volgend » | Opel-modellen van 1920 tot 1945 — volgend » | Opel-modellen van 1920 tot 1945 — volgend » | Opel-modellen van 1920 tot 1945 — volgend » | Opel-modellen van 1920 tot 1945 — volgend » | Opel-modellen van 1920 tot 1945 — volgend » | Opel-modellen van 1920 tot 1945 — volgend » | Opel-modellen van 1920 tot 1945 — volgend » | Opel-modellen van 1920 tot 1945 — volgend » | Opel-modellen van 1920 tot 1945 — volgend » | Opel-modellen van 1920 tot 1945 — volgend » | Opel-modellen van 1920 tot 1945 — volgend » | Opel-modellen van 1920 tot 1945 — volgend » | Opel-modellen van 1920 tot 1945 — volgend » | Opel-modellen van 1920 tot 1945 — volgend » | Opel-modellen van 1920 tot 1945 — volgend » | Opel-modellen van 1920 tot 1945 — volgend » |
| ------------------------------------------- | ------------------------------------------- | ------------------------------------------- | ------------------------------------------- | ------------------------------------------- | ------------------------------------------- | ------------------------------------------- | ------------------------------------------- | ------------------------------------------- | ------------------------------------------- | ------------------------------------------- | ------------------------------------------- | ------------------------------------------- | ------------------------------------------- | ------------------------------------------- | ------------------------------------------- | ------------------------------------------- | ------------------------------------------- | ------------------------------------------- | ------------------------------------------- | ------------------------------------------- | ------------------------------------------- | ------------------------------------------- | ------------------------------------------- | ------------------------------------------- | ------------------------------------------- | ------------------------------------------- |
| Type                                        | 1920                                        | 1920                                        | 1920                                        | 1920                                        | 1920                                        | 1920                                        | 1920                                        | 1920                                        | 1920                                        | 1920                                        | 1930                                        | 1930                                        | 1930                                        | 1930                                        | 1930                                        | 1930                                        | 1930                                        | 1930                                        | 1930                                        | 1930                                        | 1940                                        | 1940                                        | 1940                                        | 1940                                        | 1940                                        |                                             |
| Type                                        | 0                                           | 1                                           | 2                                           | 3                                           | 4                                           | 5                                           | 6                                           | 7                                           | 8                                           | 9                                           | 0                                           | 1                                           | 2                                           | 3                                           | 4                                           | 5                                           | 6                                           | 7                                           | 8                                           | 9                                           | 0                                           | 1                                           | 2                                           | 3                                           | 4                                           |                                             |
| Compacte klasse                             |                                             |                                             |                                             |                                             | Laubfrosch                                  | Laubfrosch                                  | Laubfrosch                                  | Laubfrosch                                  | Laubfrosch                                  | Laubfrosch                                  | Laubfrosch                                  | Laubfrosch                                  |                                             | 1,0 liter                                   |                                             |                                             |                                             |                                             |                                             |                                             |                                             |                                             |                                             |                                             |                                             |                                             |
| Compacte middenklasse                       |                                             |                                             |                                             |                                             |                                             |                                             |                                             |                                             |                                             |                                             |                                             | 1,2 liter                                   | 1,2 liter                                   | 1,2 liter                                   | 1,2 liter                                   | 1,2 liter                                   | P4                                          | Kadett I & II                               | Kadett I & II                               | Kadett I & II                               | Kadett I & II                               |                                             |                                             |                                             |                                             |                                             |
| Compacte middenklasse                       |                                             |                                             |                                             |                                             |                                             |                                             |                                             |                                             |                                             |                                             |                                             |                                             |                                             |                                             | 1,3 liter                                   | 1,3 liter                                   | Olympia                                     | Olympia                                     | Olympia                                     | Olympia                                     | Olympia                                     |                                             |                                             |                                             |                                             |                                             |
| middenklasse                                | 6/16 PS                                     | 8M21                                        | 8M21                                        |                                             |                                             |                                             |                                             | 7/34 PS                                     | 7/34 PS                                     | 8/40 PS                                     | 8/40 PS                                     | 1,8 liter                                   | 1,8 liter                                   | 1,8 liter                                   | 2,0 liter                                   | 2,0 liter                                   | 2,0 liter                                   | 2,0 liter                                   |                                             |                                             |                                             |                                             |                                             |                                             |                                             |                                             |
| Hogere middenklasse                         | 9/25 PS                                     | 9/25 PS                                     | 9/30 PS                                     | 9/30 PS                                     | 9/30 PS                                     |                                             |                                             |                                             |                                             |                                             |                                             |                                             |                                             |                                             |                                             |                                             |                                             | Super 6                                     | Super 6                                     | Kapitän                                     | Kapitän                                     |                                             |                                             |                                             |                                             |                                             |
| Hogere middenklasse                         |                                             |                                             | 10/30 PS                                    | 10/30 PS                                    | 10/30 PS                                    | 10/40 PS                                    | 10/40 PS                                    | 10/40 PS                                    | 10/40 PS                                    | 10/40 PS                                    |                                             |                                             |                                             |                                             |                                             |                                             |                                             |                                             |                                             |                                             |                                             |                                             |                                             |                                             |                                             |                                             |
| Topklasse                                   | 14/30 PS                                    | 14/30 PS                                    | 14/30 PS                                    | 14/30 PS                                    | 14/30 PS                                    |                                             |                                             | 12/50 PS / 15/60 PS                         | 12/50 PS / 15/60 PS                         | 3,7 liter / 4,2 liter                       |                                             |                                             |                                             |                                             |                                             |                                             |                                             | Admiral                                     | Admiral                                     | Admiral                                     |                                             |                                             |                                             |                                             |                                             |                                             |
| Topklasse                                   | 21/55 PS                                    | 21/55 PS                                    | 21/55 PS                                    | 21/55 PS                                    | 21/55 PS                                    |                                             |                                             |                                             | Regent                                      | Regent                                      |                                             |                                             |                                             |                                             |                                             |                                             |                                             |                                             |                                             |                                             |                                             |                                             |                                             |                                             |                                             |                                             |
| Topklasse                                   | 30/75 PS                                    |                                             |                                             |                                             |                                             |                                             |                                             |                                             |                                             |                                             |                                             |                                             |                                             |                                             |                                             |                                             |                                             |                                             |                                             |                                             |                                             |                                             |                                             |                                             |                                             |                                             |
| Vrachtwagen                                 |                                             |                                             |                                             |                                             |                                             |                                             |                                             |                                             |                                             |                                             | Blitz                                       | Blitz                                       | Blitz                                       | Blitz                                       | Blitz                                       | Blitz                                       | Blitz                                       | Blitz                                       | Blitz                                       | Blitz                                       | Blitz                                       | Blitz                                       | Blitz                                       | Blitz                                       | Blitz                                       |                                             |
| Eigenaar                                    | Opel                                        | Opel                                        | Opel                                        | Opel                                        | Opel                                        | Opel                                        | Opel                                        | Opel                                        | Opel                                        | General Motors                              | General Motors                              | General Motors                              | General Motors                              | General Motors                              | General Motors                              | General Motors                              | General Motors                              | General Motors                              | General Motors                              | General Motors                              | General Motors                              | General Motors                              | General Motors                              | General Motors                              | General Motors                              |                                             |

